# Kap Sheffield
Kap Sheffield ist ein Kap, das den nordwestlichen Ausläufer von Rugged Island im Archipel der Südlichen Shetlandinseln bildet. Zugleich begrenzt es südwestlich die Einfahrt zur Bucht New Plymouth.
Namensgeber des Kaps ist der Robbenfängerkapitän James Pendleton Sheffield (1793–unbekannt), der mit der Brigg Hersilia aus Stonington als erster namentlich bekannter US-Amerikaner von 1819 bis 1820 sowie 1820 bis 1821 in den Gewässern um die Südlichen Shetlandinseln operierte.